# アナドル通信社
アナドル通信社（アナドルつうしんしゃ、トルコ語: Anadolu Ajansı、英: Anadolu Agency、略称AA）はトルコの国営通信社であり、トルコ国内最大の通信社であり、「アナドル」とはアナトリアのトルコ語名である。アナドル通信社はトルコ革命中の1920年に設立された。2014年1月現在トルコ語、英語、ボスニア語、アラビア語、ロシア語、クルド語の6つの言語で記事配信を行っており、27カ国に28の事務所を有する。
アナドル通信社は2010年よりアジア太平洋通信社機構（OANA）の持ち回り制代表を務めている。また、アナドル通信社は欧州通信社連合、地中海通信社連合、テュルク諸語通信社連合、バルカン・南東ヨーロッパ通信社協会の創立メンバーでもある。

## 歴史
アナドル通信社の前身となる通信社はトルコ革命中の1920年4月6日にムスタファ・ケマル・アタテュルク（後のトルコ初代大統領）により設立された。アナドル通信社は1925年3月1日に設立された。
2013年6月、ザマンとその姉妹紙であるトゥデイズ・ザマンは不公平な取引が行われているとしてアナドル通信社との配信契約を取り消した。